# Chapelle Saint-Jean-Baptiste de Pruno
Pour les articles homonymes, voir Chapelle Saint-Jean-Baptiste.
La chapelle Saint-Jean-Baptiste de Pruno est une chapelle située au lieu-dit Pieve dans le village de Figari, département de la Corse-du-Sud en France.

## Historique
La chapelle du XIIe siècle constituait autrefois la piévanie du village de Figari lorsque l'île était sous l'administration de la république de Pise.
Les ruines de la chapelle sont classés au titre des monuments historiques par arrêté du 19 juillet 1977 qui a été modifié par l'arrêté de classement du 29 août 2023.

## Description
L'église offre des ressemblances, quant à l'appareil de ses murs, avec la petite chapelle San Quilico, attribuée aux années 1150-1175. Les murs sont appareillés au moyen de dalles régulièrement taillées dans un granit jaune et rose. L'abside et le mur oriental sont écroulés. Le mur nord est percé d'une meurtrière surmontée d'une archivolte rectangulaire échancrée. Un clocheton arcade surmontait la façade. L'appareil du montant nord de ce clocheton est le même que celui du reste de l'édifice, indiquant qu'il est contemporain de l'église, ce qui est rare, la majorité des clochers-arcades romans ayant été reconstruits par la suite.